# 충주 강씨 (康)
충주 강씨(忠州 康氏)는 충청북도 충주시를 본관으로 하는 한국의 성씨이다.

## 역사
충주 강씨(忠州 康氏) 시조 강도(康度)는 신천 강씨(康氏) 시조 강지연(康之淵)의 6세손으로 충원백(忠原伯)에 봉해졌다고 한다.
중시조 충순위(忠順衛) 강세운(康世雲)의 아들 강칭(康偁, 1542년생)이 1579년(선조(宣祖) 12년) 생원·진사시에 합격하고, 1585년(선조 18) 식년 문과에 급제하였다. 자는 사선(士宣)이며, 거주지는 공주(公州)였다.

## 본관
충주(忠州)는 충청북도 북부에 위치하는 지명이다. 마한에 속하였다가 백제에 병합되었으나, 다시 고구려에 속해 475년(고구려 장수왕 63) 국원성(國原城)이라 하였다. 557년(신라 진흥왕 18) 국원소경(國原小京)이라 하였고, 757년(경덕왕 16) 중원소경(中原小京)이라 개칭하였다. 940년(고려 태조 23) 충주라 개칭하였고, 983년(성종 2) 충주목(忠州牧)이라고 하였다. 995년(성종 14) 창화군(昌化軍)으로 바꾸고 절도사(節度使)를 파견하여 중원도(中原道)에 속하게 하였다. 1012년(현종 3)에 안무사로 바뀌었다가 1018년에 양광도(楊廣道)에 소속되었다. 1254년(고종 41)에 국원경(國原京)으로 승격되었다가 뒤에 다시 목으로 환원되었으며 1310년(충선왕 2)에는 충주로 강등되었다. 1356년(공민왕 5)에 다시 충주목이 되었다.
1395년(태조 4) 충청도관찰사를 두었으며, 1896년부터 1908년까지 충청북도의 도청소재지가 되었다. 1956년 충주읍이 충주시로 승격되면서 나머지 지역은 중원군으로 분리되었다가 1995년 충주시와 중원군이 통합하여 충주시가 되었다.